# Cylindrotoma
Cylindrotoma is een muggengeslacht uit de familie van de buismuggen (Cylindrotomidae).

## Soorten
- C. angustipennis Alexander, 1941
- C. aurantia Alexander, 1935
- C. borealis Peus, 1952
- C. deserrata Alexander, 1972
- C. distinctissima (Meigen, 1818)
- C. fokiensis Alexander, 1949
- C. hypopygialis Alexander, 1938
- C. japonica Alexander, 1919
- C. megacera Alexander, 1938
- C. nigripes Alexander, 1931
- C. nigritarsis Alexander, 1957
- C. nigriventris Loew, 1849
- C. pallidipes Alexander, 1954
- C. rufescens Edwards, 1928
- C. seticornis Alexander, 1964
- C. simplex Alexander, 1972
- C. subapterogyne Alexander, 1964
- C. taiwania (Alexander, 1929)
- C. tarsalis Johnson, 1912
- C. trichophora Alexander, 1972